# مشروع بيونير الزهرة

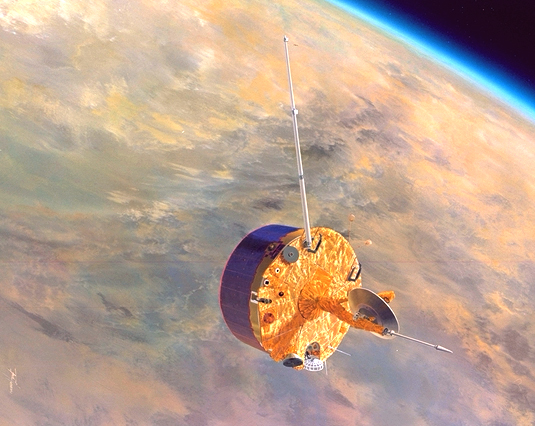
بيونير الزهرة المداري

مشروع بيونير الزهرة هو مشروع تابع لوكالة الفضاء الأمريكية ناسا لاستكشاف كوكب الزهرة.
يتكون مشروع بيونير الزهرة من مركبتين الأول بيونير الزهرة 1 أو بيونير مدار الزهرة الذي أطلق في 1978 لدراسة الكوكب لمدة تزيد عن عشر سنوات منذ تاريخ دخوله إلى مدار الزهرة.
والقسم الثاني هو بيونير الزهرة متعدد المسبارات الذي سيرسل 4 مسبارات إلى الغلاف الجوي للزهرة.
أعلنت وكالة الفضاء الأمريكية ناسا عن مشروع بيونير الزهرة Pioneer Venus Project بغرض دراسة الرياح الشمسية في محيط الزهرة، مسح سطح كوكب الزهرة، ودراسة الغلاف الجوي العلوي للكوكب والغلاف الأيوني على وجه الخصوص. شمل مشروع بيونير الزهرة مركبتين فضائيتين عبارة عن مسبار مداري ومتعدد المسابير. حمل المسبار المداري بيونير الزهرة مجموعة من المعدات العلمية لدراسة البلازما في الغلاف الجوي لكوكب الزهرة، ولرصد ضوء الشمس المنعكس عن غيوم الزهرة بأطوال أمواج مختلفة، بالإضافة إلى ماسح راداري لسطح الكوكب. أطلق المسبار المداري بيونير الزهرة في العشرين من أيار/مايو عام 1978، حيث استقر في مداره حول الزهرة في الرابع من كانون أول/ديسمبر من نفس العام. وقد استمر عمل تلك المعدات العلمية حتى الثامن من تشرين أول/أكتوبر عام 1992 حينما غاص المسبار المداري عبر الغلاف الجوي للزهرة، على الرغم من أنه كان من المفترض أن تعمل تلك المعدات لسنة زهرية واحدة فقط. أما متعدد المسابير بيونير الزهرة فقد انطلق في الثامن من آب/أغسطس عام 1978 ليصل كوكب الزهرة في التاسع من كانون أول/ديسمبر من نفس العام، وقد تكوّن متعدد المسابير من 5 مسابير منفصلة هي: المسبار الحافلة Probe transporter، المسبار الكبير Sounder، و 3 مسابير صغيرة أخرى. انفصل المسبار الكبير عن المسبار الحافلة في الخامس عشر من تشرين ثان/نوفمبر عام 1978، في حين انفصلت المسابير الصغيرة الثلاثة في التاسع عشر من نفس الشهر. عملت المسابير على إرسال المعطيات إلى كوكب الأرض أثناء اقترابها من كوكب الزهرة.

## المسبار المداري بيونير الزهرة

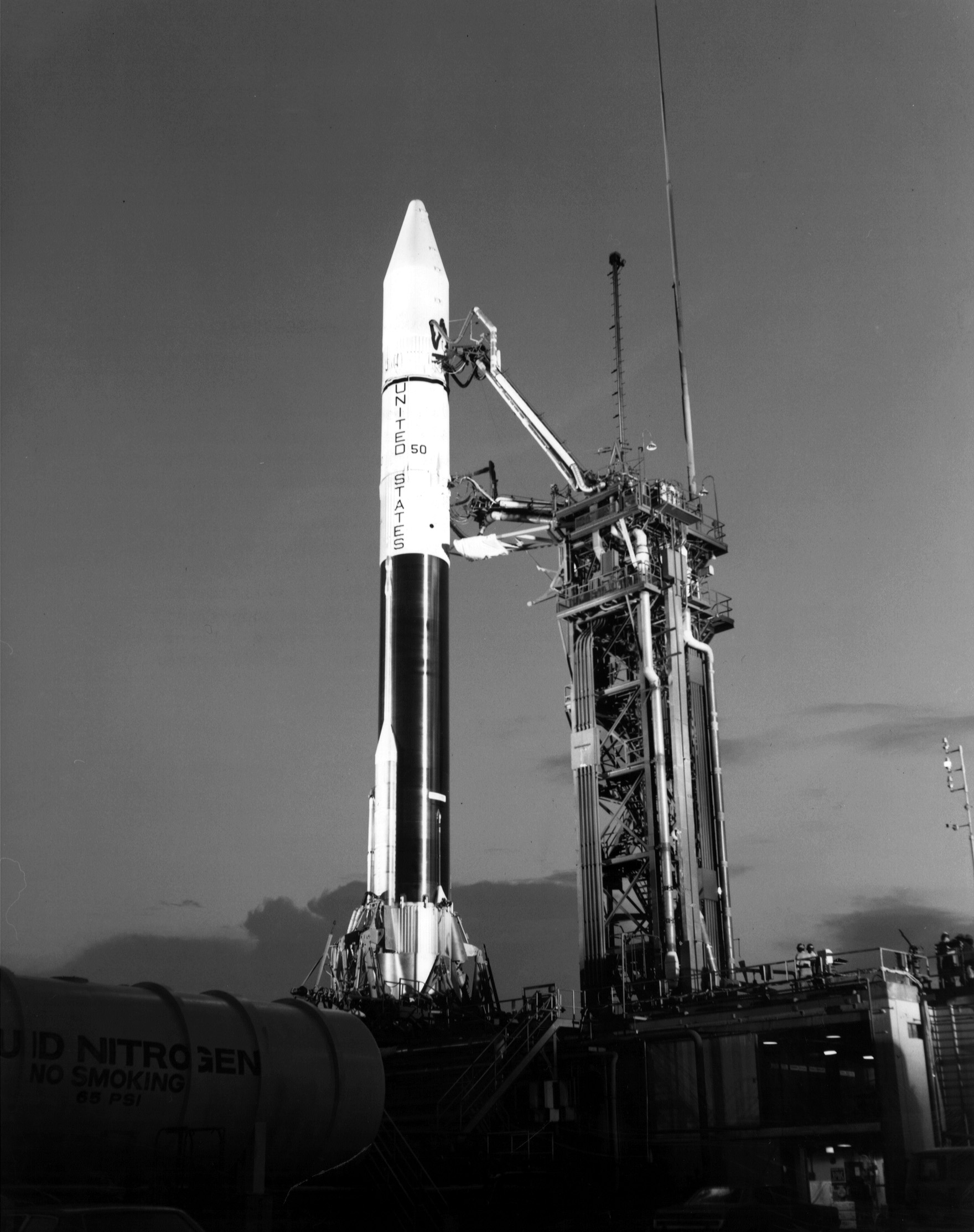
مركبة بيونر تعتلي صاروخ أطلس

يسمى أيضا بيونير الزهرة 1 وكذلك بيونير 12. أطلق بتاريخ 20/5/1978 من قاعدة كيب كنافيرال في الولايات المتحدة على متن صاروخ أطلس. وقد كان المسبار المداري بيونير الزهرة على شكل أسطوانة قطرها 250 سنتيمترا وارتفاعها 120 سنتيمترا، غطيت بألواح شمسية لتحويل الطاقة الشمسية إلى طاقة كهربائية بقدرة 312 واط. شمل المسبار المداري هوائي اتصال بطول 190 سنتيمترا يعمل بشكل ميكانيكي لضمان توجيهه نحو الأرض. وقد ثبتت المعدات العلمية وبقية الأجهزة في مقدمة المسبار المداري، عدا جهاز قياس المغناطيسية الذي ثبت بطرف قضيب طوله 470 سنتيمترا يمتد من المسبار لضمان عدم تأثره ببقية المعدات، حيث بلغت الكتلة الإجمالية للمسبار 512 كيلوغراما.
قام المسبار المداري بيونير الزهرة بقياس تركيبة الغلاف الأيوني والطبقات العليا من الغلاف الجوي الخاص بكوكب الزهرة، كما درس تفاعل الرياح الشمسية مع الغلاف الأيوني والمجال المغناطيسي المحيط بالكوكب. بالإضافة لذلك قام بيونير الزهرة 1 بتحديد خصائص الغلاف الجوي وسطح الكوكب وقياس مجال الجاذبية للزهرة، كما قام برصد عدد من المذنبات القريبة بالأشعة فوق البنفسجية.
دار المسبار المداري بيونير الزهرة حول كوكب الزهرة على ارتفاع يتراوح ما بين 142 و 253 كيلومترا لجمع مختلف البيانات العلمية وذلك منذ دخوله مدار الكوكب في 4/12/1978 وحتى شهر تموز/يوليو 1980. وفي عام 1992 تم إسقاط المسبار المداري عبر الغلاف الجوي لكوكب الزهرة منهيا مهامه العلمية. بلغت تكاليف المهمة حوالي 125 مليون دولار.

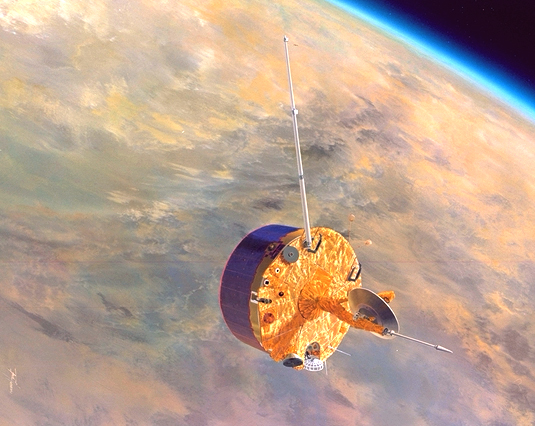
المسبار المداري بيونير الزهرة

## قائمة بالمعدات العلمية على متن المسبار المداري بيونير الزهرة
- جهاز قياس الاستقطاب الضوئي لقياس توزيع الغيوم OCPP
- رادار لمسح سطح كوكب الزهرة ORAD
- جهاز قياس بالأشعة تحت الحمراء OIR
- مطياف الأشعة فوق البنفسجية OUVS
- مطياف كتلة لتحديد مبنى الطبقة العليا من الغلاف الجوي ONMS
- جهاز قياس وتحليل البلازما OPA
- جهاز قياس المجال المغناطيسي للزهرة OMAG
- كاشف الحقول الكهربائية في الرياح الشمسية OEFD
- قياس درجات الحرارة ودراسة الخصائص الحرارية للغلاف الأيوني OETP
- مطياف كتلة أيوني لقياس الأيونات في الغلاف الأيوني OIMS
- جهاز قياس الجسيمات المشحونة في الغلاف الأيوني ORPA
- كاشف انفجارات أشعة جاما OGBD [3]

## متعدد المسابير بيونير الزهرة
شمل متعدد المسابير 5 مسابير هي: مسبار الحافلة، المسبار الكبير و 3 مسابير صغيرة.

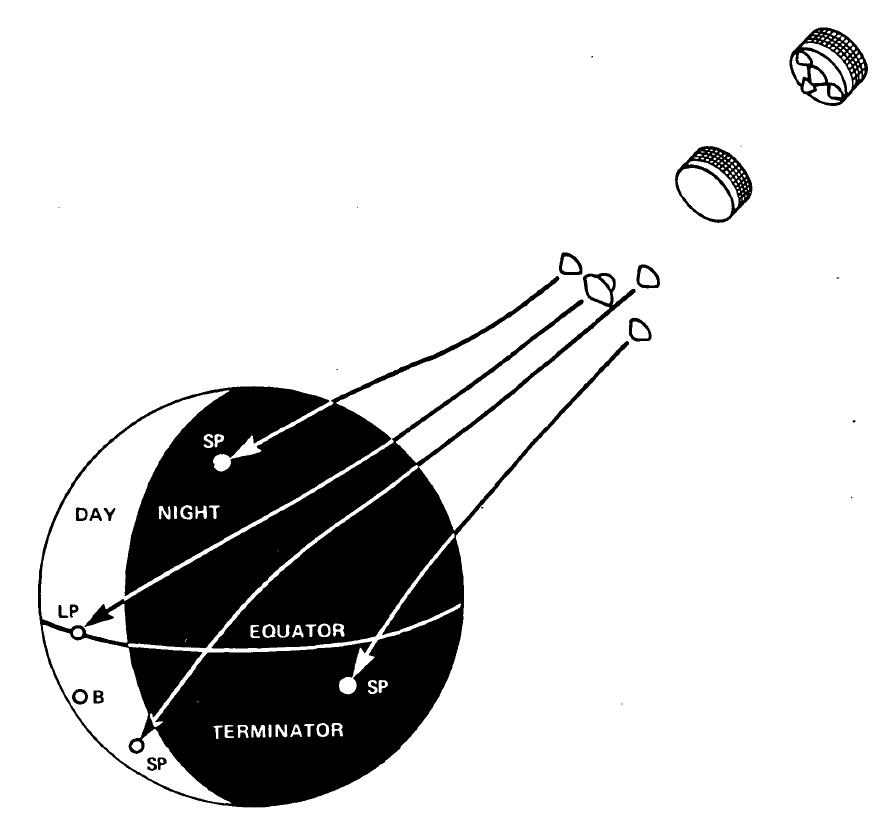
يظهر في الصورة متعدد المسابير قبل و بعد اطلاق المسابير الصغيرة, كما ان الصورة تظهر الاماكن التي من المفروض ان تدخلها المسابير في الغلاف الجوي لكوكب الزهرة

### مسبار الحافلة
حمل مسبار الحافلة المسابير الأربعة الأخرى وقد كانت جميعها معدة لاختراق الغلاف الجوي لكوكب الزهرة، حيث أطلقت المسابير الأربعة عند اقترابها من محيط الزهرة لتغوص جميع المسابير في الغلاف الجوي باتجاه سطح الكوكب. هدفت تلك المسابير لدراسة مبنى وتركيب الغلاف الجوي وصولا إلى سطح الكوكب، كما درست طبيعة وتكوين الغيوم في الغلاف الجوي، المجال الإشعاعي وتحولات الطاقة في الطبقات السفلى للغلاف الجوي. لم تكن تلك المسابير تحمل أية أجهزة تصوير كما لم تكن معدة للهبوط على سطح كوكب الزهرة أو فحصه. وقد بلغت كتلة مسبار الحافلة 290 كيلوغراما الذي كان على شكل اسطوانة بقطر 250 سنتيمترا. تزود مسبار الحافلة بالطاقة الشمسية من خلال الألواح الشمسية التي تغطيه، أما التحكم به فقد تم بمساعدة محركات دفع وأجهزة استشعار نجمية، في حين كان الاتصال بكوكب الأرض يتم عبر هوائي اتصال. لم يكن مسبار الحافلة مزودا بدروع واقية من الحرارة بل كان معدا لتحمل دخول الطبقات العليا فقط من الغلاف الجوي. حمل مسبار الحافلة مطيافي كتلة لدراسة مكونات الطبقة العليا من الغلاف الجوي، وبلغت تكلفة بنائه وإطلاقه مع بقية المسابير حوالي 83 مليون دولار.
تم إطلاق مسبار الحافلة وبقية المسابير يوم 8/8/1978 الساعة 7:33 حسب التوقيت العالمي من قاعدة كيب كنافيرال في الولايات المتحدة، حيث أجري له تصحيح واحد بمنتصف الطريق في 16/8/1978 وقد استغرقت الرحلة 123 يوما. حرر المسبار الكبير من مسبار الحافلة بتاريخ 16/11/1978، أما المسابير الصغيرة الثلاثة فقد حررت بتاريخ 20/11/1978. بعد ذلك تم إبطاء سرعة مسبار الحافلة ليدخل الغلاف الجوي للزهرة بعد بقية المسابير. دخل اثنان من المسابير الصغيرة من موقع مواجه للشمس، في حين دخل المسبار الصغير الثالث والمسبار الكبير من موقع في الجانب المظلم من كوكب الزهرة. أما مسبار الحافلة فقد دخل اخترق الغلاف الجوي من موقع مواجه للشمس بزاوية حادة وبث المعلومات إلى أن تفكك في الغلاف الجوي على ارتفاع 110 كيلومترات من سطح كوكب الزهرة بتاريخ 9/12/1978 في تمام الساعة 20:22:55 حسب التوقيت العالمي.

### المسبار الكبير
حمل المسبار الكبير 7 من المعدات العلمية شملت: مطياف كتلة لدراسة تركيب الغلاف الجوي، جهاز كروماتوغرافيا الغازات، جهاز قياس التيارات الشمسية المخترقة للغلاف الجوي، جهاز قياس الأشعة تحت الحمراء، مطياف جسيمات لقياس حجم وشكل الجسيمات، ومجسات ضغط وتسارع ودرجات حرارة. تمت حماية المسبار الكبير الذي كان على شكل كرة قطرها 73.2 سنتيمترا وكتلتها 315 كيلوغراما، داخل درع واق من الحرارة والذي نزع عنه بعد وصوله إلى ارتفاع 47 كيلومترا عن سطح الكوكب باستخدام مظلة للإبطاء، وذلك لدراسة الطبقات السفلى من الغلاف الجوي، حيث انقطع الاتصال معه في 9/12/1978 الساعة 19:39:53 حسب التوقيت العالمي.

### المسابير الصغيرة الثلاثة
كانت مهمة متعدد المسابير بيونير الزهرة تحمل ثلاثة من المسابير الصغيرة سميت حسب أهدافها:
- المسبار الشمالي والذي اخترق الغلاف الجوي للزهرة في خط عرض 60 درجة شمالا وذلك في الجانب المضيء من الزهرة.
- المسبار النهاري والذي اخترق الغلاف الجوي من الجانب المضيء للزهرة. وقد كان المسبار الوحيد الذي استمر لمدة ساعة تقريبا في بث المعلومات بعد دخوله الغلاف الجوي.
- المسبار الليلي والذي اخترق الغلاف الجوي من الجانب المظلم للزهرة.

تشابهت المسابير الثلاثة حيث كانت على شكل كرات بقطر 80 سنتيمترا وبلغت كتلة كل واحد منها 90 كيلوغراما، لكنها لم تزود بمظلات هبوط ولم يتم فصل دروعها الواقية خلافا لما حدث مع المسبار الكبير. حمل كل مسبار جهازا لعد كمية الجراثيم، جهاز قياس أشعة، ومجسات ضغط وتسارع ودرجات حرارة.